# Sergei Alexejewitsch Askoldow

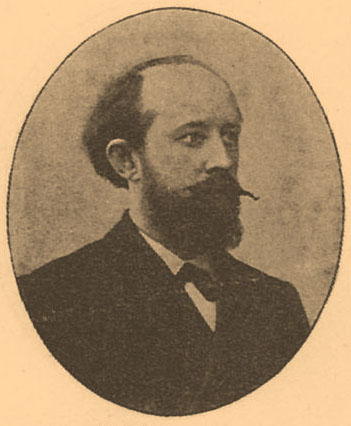
S. A. Askoldow (Alexejew)

Sergei Alexejewitsch Askoldow (russisch Сергей Алексеевич Аскольдов, wiss. Transliteration Sergej Alekseevič Askol’dov; wirklicher Name Sergei Alexejewitsch Alexejew, russisch Сергей Алексеевич Алексеев, wiss. Transliteration Sergej Alekseevič Alekseev; geb. 1871; gest. 23. Mai 1945 in Potsdam) war ein russischer und sowjetischer Religionsphilosoph, Spiritualist und Panpsychist.

## Leben
Sergei Askoldow (Alexejew) war der uneheliche Sohn des russischen Philosophen Alexei Koslow. Er studierte an der Universität St. Petersburg an der naturwissenschaftlichen Abteilung der Fakultät für Physik und Mathematik. Von seinen Werken wurden die meisten unter dem Pseudonym S. Askoldow gedruckt. Er studierte zusammen mit N. O. Losski, dessen Freund und Gegner er war. Er entwickelte die Philosophie von Gustav Teichmüller weiter. Nach der Revolution lehrte er chemische Technologie am Leningrader Polytechnischen Institut.
Dem Autor A. W. Sobolew zufolge ist die Hauptrichtung der philosophischen Forschung von Askoldow, der die Richtung seines Vaters fortsetzte und Fragen der Erkenntnistheorie mehr Aufmerksamkeit schenkte, die Kritik am Transzendentalismus, die den Weg für die personalistische religiöse Metaphysik ebnen sollte. Askoldow arbeitete an der Zeitschrift Mysl (Мысль „Gedanke“; 1922) und dem Almanach Literaturnaja mysl (Литературная мысль „Literarischer Gedanke“; 1922–1925) mit. In den 1920er Jahren gründete er die geheime religiöse und philosophische Gesellschaft Bruderschaft des Hl. Seraphim von Sarow (Братство св. Серафима Саровского). 1928 wurde er verhaftet, verbrachte die erste Zeit in den Solowezki-Lagern und wanderte dann ins Exil. In einem weiteren Exil in Nowgorod fiel er unter die Besatzung und zog nach Deutschland. Als sowjetische Sicherheitsbeamte kamen, um ihn zu verhaften, war er bereits tot.
Askoldow lieferte Beiträge zu den beiden bedeutenden philosophischen Aufsätzesammlungen Probleme des Idealismus (Problemy idealisma; 1902; darin den Artikel „Philosophie und Leben“ / Философия и жизнь) und De profundis (Is glubiny; 1918; darin den Artikel „Die religiöse Bedeutung der russischen Revolution“ / Религиозный смысл русской революции). Er veröffentlichte auch in Fragen der Philosophie und Psychologie (Woprossy filossofii i psichologii), einer wissenschaftlichen Zeitschrift für Philosophie und Psychologie, die von 1889 bis 1918 in Moskau erschien und verfasste verschiedene Beiträge für den Brockhaus-Efron.
Nikolai Losski behandelt S. Alexejew (Askoldow) in seiner Geschichte der russischen Philosophie unter den neueren Entwicklungen in der russischen Philosophie.
Wassyl Senkiwskyj in seiner Geschichte der russischen Philosophie widmet Askoldow und seiner Metaphysik einen Abschnitt.

## Schriften (Auswahl)
- «Основные проблемы теории познания и онтологии» / "Grundprobleme der Erkenntnistheorie und Ontologie" (St. Petersburg, 1900)
- «Мышление как объективно обусловленный процесс» / "Das Denken als objektiv bedingter Prozess" («Вопросы философии и психологии», кн. 66 / "Fragen der Philosophie und Psychologie", Bd. 66)
- «Философия и жизнь» («Проблемы идеализма», сборн.) / "Philosophie und Leben" ("Probleme des Idealismus", Aufsatz)
- «В защиту чудесного» / "Zur Verteidigung des Wunderbaren" ((«Вопр. Фил. и Псих.», кн. 70 и 71) / "Wopr. fil. i psich.", Bd. 70 und 71)
- «Теории новейшего критицизма» (ib., кн. 74 и 75) / "Theorien der neuesten Kritik" (ebd., Bd. 74 und 75).

Von seinen Artikeln zum Brockhaus-Efron (ЭСБЕ) werden als die wichtigsten genannt: "Gustav Teichmüller", "Phänomenalismus", "Fechner", "Immanuel Hermann Fichte", "Wunder", "Schelling", "Schleiermacher", "Ethik", "ego".